# Liber Sancti Iacobi
El Liber Sancti Iacobi (c. 1140) es una compilación de varios escritos de la primera mitad del siglo XII, que incluyen sermones, misas, oficios, cantos y milagros en honor al apóstol Santiago. 

## Historia
Se cree que la idea de realizar la compilación partió del obispo compostelano Diego Gelmírez, alrededor de 1120, como parte de sus iniciativas de ampliación de la Catedral de Santiago de Compostela y para dar a conocer al público la creciente importancia de la figura del apóstol Santiago y de la ciudad de Santiago de Compostela, donde supuestamente se conservaban sus restos.
La compilación fue redactada en diversas épocas y de forma independiente. El análisis del manuscrito más importante gestado del Liber, el Codex Calixtinus, nos sugiere que la compilación podría estar ya configurada hacia el año 1140, lo que vendría determinado por los siguientes hechos:
- En el Libro II del Calixtinus, el Libro de los Milagros, se narra un milagro sucedido en 1135, por lo que como muy pronto, el Libro II dataría del año 1136.
- En el Libro V, la Guía del Peregrino, se dan informaciones sobre monumentos que situarían la guía en torno a 1130.
- El Calixtinus contiene al final un apéndice (Apéndice II) que fue añadido con posterioridad al manuscrito. En él encontramos una Bula de Inocencio II (cuya autoridad es discutida), que podría datarse como mucho de 1143. Además, el mismo apéndice contiene el milagro de Vézélay, fechado en 1139. El que tanto la bula como este milagro (que se encuentra fuera del Libro de los Milagros) figuren en un complemento posterior, significaría que hacia 1140 la compilación estaría ya cerrada.

## Los manuscritos
Se gestaron varios manuscritos del Liber Sancti Iacobi, conservándose hoy en día alrededor de doce de ellos. En general pueden dividirse en dos bloques: los que contienen la versión más reducida o libellus y los que contienen la versión más extensa, cuyo máximo representante es el Codex Calixtinus (c. 1160-80).
Los manuscritos que contienen la versión completa son:
- Santiago de Compostela, Archivo de la Catedral, s.n. (Codex Calixtinus)
- Londres, British Library, Additional 12213
- Ciudad del Vaticano, Biblioteca Apostólica Vaticana, Archivo S. Pietro C 128
- Salamanca, Biblioteca Universitaria 2631
- Madrid, Biblioteca Nacional 4305

y los que contienen versiones parciales son:
- Barcelona, Archivo de la Corona de Aragón, Ripoll 99
- Lisboa, Biblioteca Nacional, Alcobaça CCCII (334)
- Ciudad del Vaticano, Biblioteca Apostólica Vaticana, Borghese 202
- Londres, British Library, Cotton Titus A.XIX
- Pistoia, Archivo di Stato, Documenti vari 27
- Madrid, Biblioteca Nacional 7381
- Madrid, Biblioteca Nacional 13118.

Además existen otros manuscritos que incluyen uno sólo de los libros del Liber, como pueden ser el Pseudo-Turpin o el Libro de los Milagros.

### El Codex Calixtinus
El Codex Calixtinus o Códice Calixtino (Santiago de Compostela, Archivo de la Catedral, s.n.) es el nombre propio de un manuscrito iluminado de mediados del siglo XII que contiene el más antiguo texto del Liber Sancti Iacobi.
El Codex Calixtinus  se custodiaba en la catedral de Santiago de Compostela hasta su hurto el 5 de julio de 2011  y posterior aparición en julio de 2012. Es con diferencia el más importante y completo de todos los manuscritos. Algunos investigadores consideraron que era la versión original del Liber, a partir de la cual se copiaron posteriormente, de forma más o menos parcial, el resto de los manuscritos. Sin embargo, hoy en día se piensa que existió un manuscrito, hoy perdido, anterior al Calixtinus o al menos, existían manuscritos de los libros que lo componen, ya que el análisis del códice muestra que fue copiado sabiendo de antemano la extensión exacta de cada una de sus partes. Se cree que el Calixtinus fue copiado en Santiago de Compostela, entre 1160 y 1170, como se ve, pocos años después de terminada la compilación del Liber.

### El Manuscrito de Ripoll
El Manuscrito de Ripoll (Barcelona, Biblioteca de la Corona de Aragón, Ripoll 99 - "Collectaneum. Miraculi beati Iacobi") se conserva en Barcelona y procede del Monasterio de Santa María de Ripoll. Fue copiado en 1173 por un monje del monasterio llamado Arnaldo de Monte, quien había peregrinado a Santiago. Se cree que tanto éste códice como el Calixtinus fueron copiados de un manuscrito más primitivo hoy perdido, o bien el de Ripoll fue copiado directamente del Calixtinus.
El manuscrito consta de 86 folios y mide 280 x 138 mm. Tiene 26 líneas por página. La estructura del códice es un poco diferente a la del Calixtinus. Comienza con el Libro III, con los textos referentes a la traslación de Santiago. Después sigue el Libro II, de los milagros, al que se añade el milagro de Vézélay de 1139, que no formaba parte de la redacción original del Calixtinus, sino que se incluía en un apéndice. A continuación viene el Libro IV, el Pseudo-Turpín y buena parte del Libro V, o Guía del Peregrino. Al final, incluye una copia parcial del Libro I con varios sermones y algunas piezas litúrgicas. No contiene ninguno de los dos apéndices del Calixtinus: ni el polifónico ni el que incluye el Dum pater familias.

### El Manuscrito de Alcobaça
El Manuscrito de Alcobaça (Lisboa, Biblioteca Nacional, Alcobaça CCCII (334)) procede del Monasterio de Alcobaça, situado al norte de Lisboa y se conserva actualmente en la Biblioteca Nacional de Portugal. Consta de 215 folios y su tamaño es de 347 x 230 mm. Es una copia casi completa.